# Sistema Solar Interno e Externo

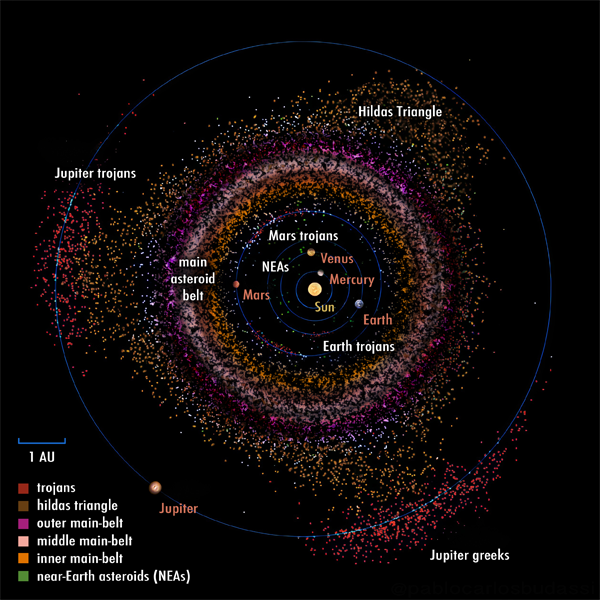
Visão geral do Sistema Solar até o Sistema Joviano.

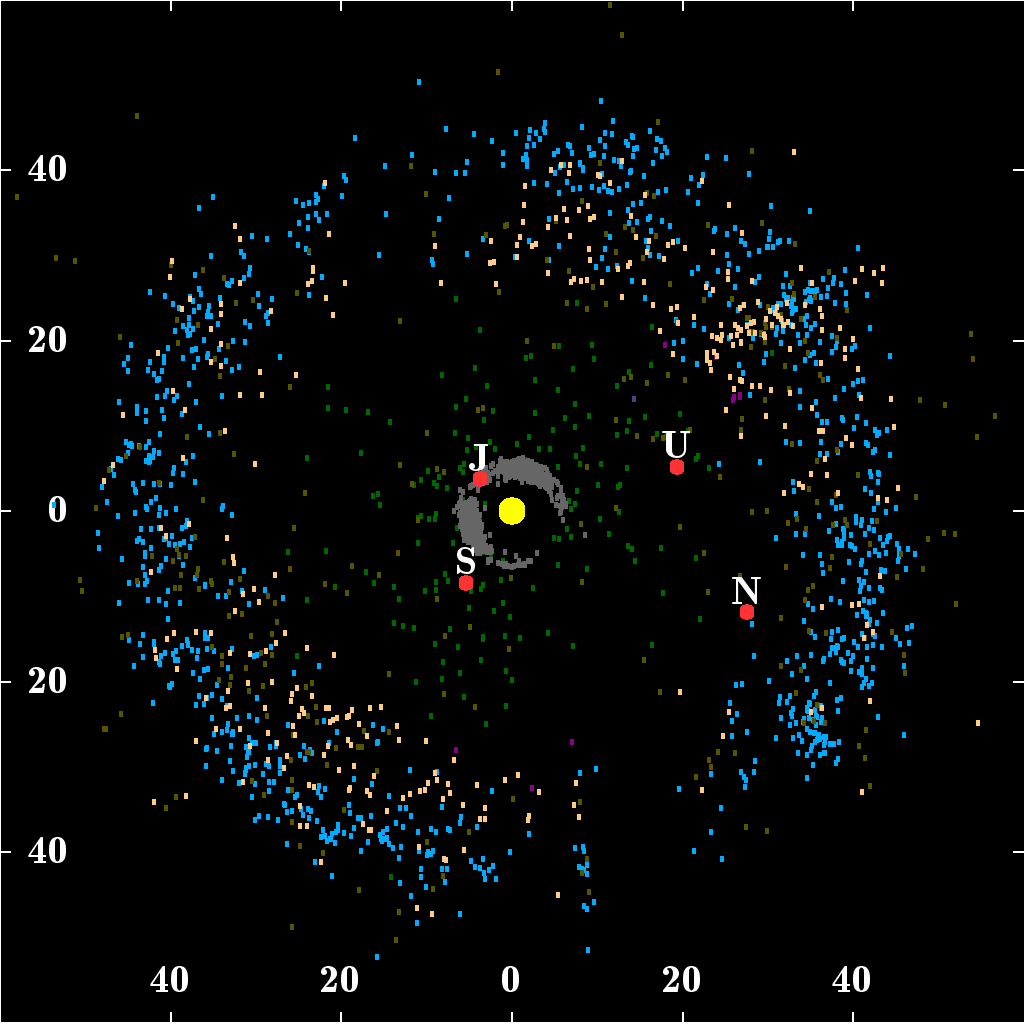
Gráfico de objetos ao redor do cinturão de Kuiper e outras populações de asteróides, J, S, U e N nomeia em Júpiter, Saturno, Urano e Netuno.

O Sistema Solar se divide em interna e externa. A interna, se estende do Sol até o Cinturão de asteroides e a externa, se estende da órbita de Júpiter até a aproximação do Cinturão de Kuiper.

## Visão geral
O Sistema Solar interno é a região que compreende os planetas terrestres (Mercúrio, Vênus, Terra e Marte), e as luas da Terra e de Marte. O cinturão de asteroides localiza-se nesta região. Compostos principalmente por silicatos e outros metais, os objetos do Sistema Solar interno estão relativamente próximos do Sol; o raio de toda esta região é menor que a distância entre as órbitas de Júpiter e Saturno. Esta região também está dentro da linha de gelo, que fica a pouco menos de 5 UA (750 milhões de km; 460 milhões de milhas) do Sol.
O Sistema Solar externo é a região que compreende os planetas gigantes (Júpiter, Saturno, Urano e Netuno) e suas grandes luas. Os centauros e muitos cometas de curto período também orbitam nesta região. Devido à sua maior distância do Sol, os objetos sólidos do Sistema Solar externo contêm uma proporção maior de voláteis, como água, amônia e metano, do que aqueles do Sistema Solar interno, porque as temperaturas mais baixas permitem que esses compostos permaneçam sólidos, sem taxas significativas de sublimação.